# Barbara Breitenfellner
Barbara Breitenfellner est une artiste allemande née à Kufstein, en Autriche, en 1969. 
Elle vit et travaille à Berlin depuis 2001.

## Formation
- 1996 : Erstes Staatsexamen, Akademie für Bildende Künste (prof. Ansgar Nierhoff), Mayence[1]
- 1998 : Master of Fine Art, Glasgow School of Art (prof. Douglas Gordon), Glasgow[1]

## Œuvre
Dans ses installations, Barbara Breitenfellner thématise l'étrangeté et l'énigmatique au travers d'objets plus ou moins quotidiens. Elle associe des éléments qui, a priori, n'ont aucune raison de se retrouver ensemble (des plantes carnivores et une table de montage pour films 35 mm, un masque mortuaire de singe doré à l'or fin et un grand triangle noir peint à même le mur, des vitrines contenant des livres en japonais avec une diapositive trouvée et des cornes de cervidé...) pour nous emmener dans un voyage mental sans destination assurée. Si on peut voir ces relations comme un prolongement direct des théories surréalistes, c'est plutôt la capacité de l'art à produire des mondes oniriques et dérangeants qui fascine l'artiste.
L'ensemble de ses installations depuis 2008 est issu d'un journal intime (publié en partie par Verbrecher Verlag en 2016) dans lequel l'artiste recense l'intégralité de ses rêves relatifs à l'art. Ces textes évoquent l'absurdité du monde de l'art, de ses codes et de la vie d'artiste tout en possédant une qualité littéraire certaine (Heiner Müller, Meret Oppenheim, ou Jim Shaw ont eux aussi utilisé des notes de leurs rêves dans leur production). En utilisant ces textes, elle se rapproche évidemment de la critique institutionnelle et dévoile avec une ironie certaine les systèmes de l'art contemporain.
De plus, depuis 2006, elle a produit pas moins de 500 collages, entièrement réunis en 2018 dans un livre d'artiste édité à trois exemplaires.

## Expositions personnelles
(Sélection)
- 2019 : Centre Photographique d'Ile-de-France, Pontault-Combault
- 2015 : Clemens-Sels-Museum, Neuss
- 2011 : Le Confort Moderne, Poitiers
- 2011 : Hartware MedienKunstVerein, Dortmund
- 2008 : Autocenter, Berlin

## Expositions de groupe
(Sélection)
- 2018 : Les tableaux fantômes de Bailleul, Musée la Piscine, Roubaix
- 2018 : Shine on Me - The Sun and Us, Deutsches Hygiene-Museum, Dresden
- 2017 : Der Garten der Lüste, Kunststiftung Sachsen-Anhalt, Halle
- 2016 : L’œil du collectionneur, Musée d'Art moderne et contemporain, Strasbourg
- 2016 : Il y a de l'autre, Rencontres Photographiques, Arles
- 2016 : Evil Clowns - Reloaded, Kunstpalais, Erlangen
- 2015 : Imagine Reality, Museum Angewandte Kunst, Frankfurt am Main
- 2014 : Des-collages, Villa du Parc, Annemasse
- 2014 : Böse Clowns, HMKV, Dortmund
- 2013 : Collages, Galerie Anne de Villepoix, Paris
- 2013 : The Legend of the Shelves, Autocenter, Berlin
- 2012 : Only parts of us will ever touch parts of others, Galerie Thaddaeus Ropac, Paris
- 2012 : Liebe, Tod und Teufel, Von der Heydt-Museum, Wuppertal
- 2012 : KM 500.5, Kunsthalle Mainz
- 2012 : Collages, Espace de l‘Art Concret, Mouans-Sartoux
- 2001 : Exit, The Cable Factory, Helsinki
- 1999 : There is no sexual relation, Centre for Freudian Research (en), London
- 1998 : Glasgow, Tramway, Glasgow